# Vlădaia
Vlădaia é uma comuna romena localizada no distrito de Mehedinţi, na região de Oltênia. A comuna possui uma área de 88.67 km² e sua população era de 1897 habitantes segundo o censo de 2007.